# Карботрофы

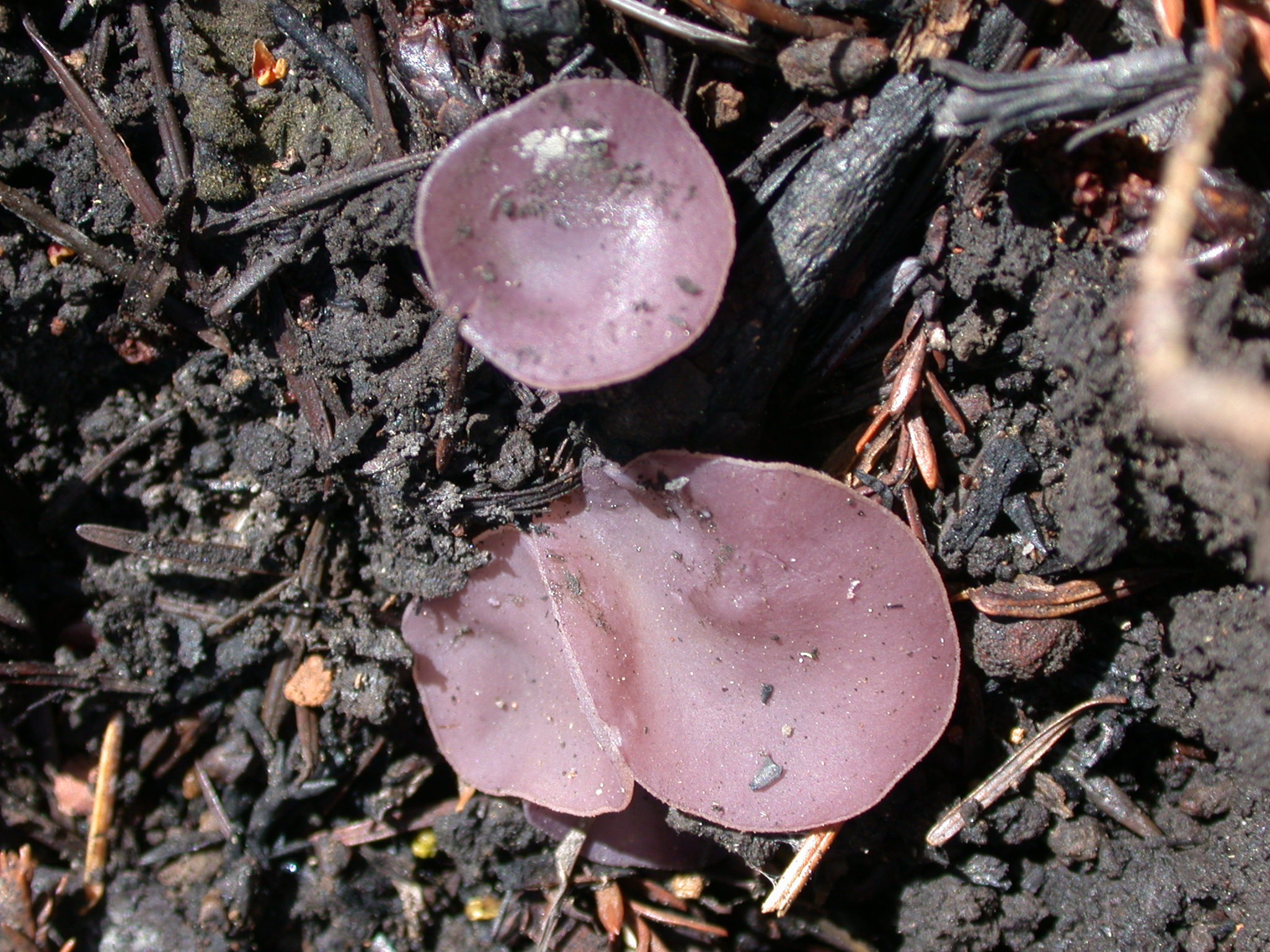
Пецица фиолетовая на пожарище

Карботрофы (лат. сarbo — «уголь», др.-греч. τροφή — «питание») — группа грибов, представители которой поселяются в пирогенных условиях (например, в местах пожарищ). Субстрат, на котором развиваются карботрофы, состоит из золы (неорганических минеральных веществ, солей) и обуглившейся древесины (углерода с небольшим количеством углеводных соединений).
Карботрофы играют важную экологическую роль, поскольку они подготавливают пожарища для последующего заселения их растениями и другими организмами.

## Представители
- Виды родов Пецица (Peziza), Алеврия (Aleuria)
- Чешуйчатка углелюбивая (Pholiota highlandensis)
- Tephrocybe atrata